# Тавроскіфія
| «Уся ця країна [в контексті — Таврика між Херсонесом та Боспором], а також майже вся область до Борисфена називалася Малою Скіфією.»[2] |

## Історія
Загальний занепад, війни тощо межі першої та другої третини III ст. до н. е., спричиненої рухом сарматів на захід, призвели до занепаду Європейської Скіфії та обмеженню її території Таврикою та Н. Подніпров'ям. Ці події знайшли відображення в археологічних пам'ятках. 
| «Відомі на сьогодення найпізніші пам'ятки традиційного для причорноморських скіфів типу датовано не пізніше межі IV—III ст.ст. до н. е. або першими десятиліттями III ст. до н. е. Збіг цієї дати з часом появи у Причорномор'ї поховань прохорівського типу і взагалі активним розширенням ареалу прохорівської культури у зах. та пн.-зах. напрямках досить показовий. Саме цю міграцію сарматів більшість сучасних дослідників пов'язують зі згаданою у Діодора навалою на Скіфію.»[3] |
Загальну картину доповнюють численні епіграфічні, нумізматичні та археологічні пам'ятки елліністичних центрів Пн. Причорномор'я — Ольвії, Херсонесу, Боспору.
Певна стабілізація у регіоні наступає лише в останній чверті III ст. до н. е., свідченням чого були відбудова сільгосп. поселень на Гераклейському півострові (біля Херсонесу), відносна стабілізація фінансової системи Боспорського царства.
Взагалі III ст. до н. е. деякі скіфологи називають перехідним періодом, коли «… скіфи почали осідати на землю, з чим пов'язаний початок формування пізньоскіфської культури».
Варто звернути увагу на наступне:
| «Якщо в кінці першої третини III ст. до н. е. головною метою скіфів був грабунок та, ймовірно, захоплення для подальшого перепродажу у рабство людей, то у другій чверті — середині II ст. до н. е. … скіфи прагнули захопити землі у Пн. Зах. Тавриці та осісти на них»[4] |
Саме обмеженість територій призвела до кардинальної зміни господарства та побуту скіфів, що знайшло відображення в матеріальній культурі. Археологічні пам'ятки культури скіфів Таврики настільки відрізняються від пам'яток попереднього часу, що у сучасній археології висунуто думку, що таврійські скіфи епохи еллінізму — зовсім інший (на відміну від кочових скіфів класичного періоду) етнос.
| «Її [пізньоскіфської культури] формування … процес синтезу самих різних культур регіону — причорноморських греків, представників латенізованих культур, варварських племен гірського та підгірського Криму, населення Передкавказзя та азійського Боспору… За іншою версією пов'язане зі східним імпульсом…»[5] |
Висновки, що ґрунтуються на аналізі поховальних споруд пізніх скіфів констатують міграцію у Таврику населення з двох регіонів, а саме:
- Придністров'я та Побужжя;
- Пн. Кавказу та Прикубання.[6]

Можливо, що саме такі розселення мігрантів на контрольованих скіфськими царями землях пояснює існування згаданої Плінієм Скіфії-Синдики (лат. regio Scythiae Sindica).
Остатньо пізньоскіфська культура набула характерних рис (сформувалася) до сер. II ст. до н. е.
Окремої уваги заслуговує наступна думка:
| «…небезпечно давати археологічним культурам назви за етнічними чи мовними спільнотами… Археологічні культури інколи змінюються значно швидше, ніж мова та етнос.»[8] |
Асиміляція пізніми скіфами таврів зробила перших сусідами Херсонеса Таврійського, який, втративши контроль над Пн.-Зах. Таврикою у першій чверті II ст. до н. е. та захищаючись від скіфів, був вимушений у 180—179 р. до н. е. укласти угоди з Понтійським царством та царем європейських сарматів Гаталом, які, ймовірно, виступили гарантами безпеки та незалежності Херсонесу (Полібій, Історія, XXV, 2).
В контексті цієї угоди діяло й сарматське царське подружжя Медосакка та Амаги, відоме зі «Стратегем» Поліена (VIII, 56).
Відносини тавроскіфів з іншим сусідом — Боспорським царством залишалися традиційно дружніми. Наразі є свідчення того, що у першій половині II ст. до н. е. між представником скіфської династії Арготом, сином царя Іданта та Камасарією, царицею Боспору, було укладено шлюб.
Археологічні знахідки останнього часу дають підстави для припущення, що спочатку ставка династів тавроскіфів знаходилася у городищі Ак-Кая.

| «Надзвичайні розміри фортеці, міць та характер захисних споруд, розташування коло Білої Скелі груп «царських» скіфських курганів, — все це свідчить про те, що фортеця Ак-Кая мала столичний, царський статус.»[17] |
Докорінно політична ситуація у Пн. Причорномор'ї змінилася у 30-их рр. II ст. до н. е. Ці зміни пов'язані з новою хвилею кочовиків (роксолани, аорси тощо) з Сер. Азії до Передкавказзя та Пн. Причорномор'я.
Затвердження у Пн. Причорноморському регіоні нових груп номадів підтверджено археологічно (поява нових археологічних пам'яток, які пов'язують з різними сарматськими етногрупами.) Саме на цей час перепадає життя та діяльність династа Скілура, за часів якого Тавроскіфія досягла свого найбільшого розквіту. Підпорядкування Ольвії (грец. "Σκυθίας πόλις Ὀλβία", IosPE I² 226), військові акції проти сатархів, розбудова нової столиці — Неаполя — все це відбувалося саме за правління цього найвідомішого тавроскіфського династа та за активної участі північнопонтійських еллінів. 
| «Сприятлива економічна кон'юнктура вабила ольвійських багатіїв до скіфської столиці, де вони залишались досить довго, стаючи наближеними царя, який мав потребу у грецьких радниках, експертах, військових тощо. Разом з ними приходило й багато досягнень елліністичної культури, що значною мірою сприяло еллінізації верхівки скіфського суспільства.»[20] |
Найвідомішим елліном у Неаполі за царя Скілура був ольвіополіт Посідей Посідеїв, який ймовірно був військовоначальником (навархом), принаймні, на час війни з сатархами. ((гр.) IosPE I² 672) Аналіз епіграфічних джерел дав підстави для припущень о наявності у тавроскіфів власного флоту, або використання скіфами флоту Ольвії чи навіть Боспору.
Еллінізація скіфської верхівки дала підстави для припущення, що Тавроскіфія являла з себе монархію елліністичного типу. Наразі можна стверджувати, що Скіфське царство принаймні протягом II ст. до н. е. розвивалося у цьому напрямку, й цю політику було закладено ще попередниками Скілура (згадуваний вище Ідант).

## Скіфо-Понтійська війна. Загибель Тавроскіфії
Подальший розвиток Тавроскіфії був перерваний відомою війною за Херсонес з Понтійським царством у 114/113 — 111 рр. до н. е.
Власне війна, про яку відомо в першу чергу з відомого Декрету Діофанту (IosPE I² 352) та повідомлень Страбона (Strabo., VII, 3, 17) складалася з двох компаній.
1. Кампанія 114/113 р. до н. е. Скіфи, очолювані династом Палаком, атакували території Херсонеса. На допомогу херсонесітам прибув полководець Мітрідата VI Євпатора Діофант, який висадившись на пн. узбережжі сучасної Севастопольської бухти розбив Палака та відбив військо скіфів від укріплення Ктенунт, яке скіфи тримали в облозі. Ліквідувавши загрозу вторгнення, Діофант у 113 р. до н. е. засновує укріплення Євпаторій (наразі не локалізовано) та відбуває до Боспору, після повернення з якого організовує рейд у глиб Тавроскіфії, захоплює низку скіфських укріплень та підкорює скіфів владі Понту.
2. Кампанія 112/111 р. до н. е. У 112 р. до н. е. скіфи позбулися влади Понту, уклали угоду з династом роксолан Тасієм та поновили військові дії проти понтійсько-херсонеських військ. Весною 111 р. до н. е. у вирішальній битві Діофант остаточно розбив скіфо-роксоланське військо.
Тотальна поразка Палака призвела до занепаду Тавроскіфії, яка як єдине державне утворення більше ніколи не існувала.
У II — III ст. у зв'язку з загостренням внутрішніх суперечностей, натиском сарматів і постійними війнами з античними містами Тавроскіфія переживала період економічного і політичного занепаду. Після ряду перемог боспорський цар Ріскупорід III (210 — 221 рр.) остаточно підкорив скіфів і проголосив себе «царем всього Боспору і тавро-скіфів». У цей час було багато зруйнованих   укріплених сховищ з прилеглими до них селищами, що виникли в передгір'ях Криму. Були зруйновані головна брама Неаполя Скіфського, царський мавзолей та окремі ділянки захисних стін. У другій половині III ст. Неаполь Скіфський був остаточно зруйнований. Розкопками виявлено сліди великих пожеж, багато людських кістяків, як у самому місті, так і на його околицях. В одній з ям знайдено понад 40 черепів зі слідами смертельних травм. Деякі з них деформовані. До цього ж часу відноситься поховання знатного аланського воєначальника з бойовим конем при багатій збруї, який загинув під стінами Неаполя.
З початком готської навали багато скіфських  поселень були піддані повторним руйнаціям. Жителі їх, переслідувані готами, що виступали в союзі з деякими сарматськими, а пізніше й гуннськими племенами, тікали у гори, де змішувалися з таврськими племенами. Під ударами готів та згодом гуннів припинили своє існування і нижньодніпровські укріплені поселення.  Частина скіфського населення влилася у загальний потік великого переселення народів і перемістилася на захід, де разом з іншими варварськими племенами взяла участь у нападах на Римську імперію, інша остаточно на місцях  асимілювалась в панівні етноси.  
Термін «скіфи» поступово втратив своє етнічне значення і перетворився у найменування багатьох наступних етносів присутніх на колишніх землях скіфів, що жили в північно-західній частині Причорномор'я.

## Відомі діячі Тавроскіфії
- Ідант — скіфський династ першої пол. II ст. до н. е., батько Аргота Ідантіда.
- Аргот Ідантід — син Іданта, представник скіфів на Боспорі, чоловік Камасарії.
- Скілур (бл. 130 — до 114/113) — скіфський династ, засновник Неаполя, найвідоміший династ Тавроскіфії.
- Посідей Посідеїв (друга пол. II ст. до н. е.) — ольвіополіт, найвідоміший еллін при дворі Скілура, можливо наварх останнього під час кампанії проти сатархів, відомий з численних епіграфічних пам'яток.
- Палак (114/113 — 111) — син та наступник Скілура, останній династ Тавроскіфії.